# Predator X
Predator X var det største havrovdyr der levede under juratiden. Den var 15 meter lang (nogle siger, at den kunne blive 20-25 meter lang), og den vejede omkring 45 tons og havde tænder over 30 cm og dens bidkraft var 10 gange stærkere end Tyrannosaurens var. Dens fossiler blev fundet på Svalbard i 2008.